# Techaluta de Montenegro
Techaluta de Montenegro es una localidad del estado mexicano de Jalisco. Es cabecera del municipio de Techaluta de Montenegro.

## Demografía
| Censo | Población |
| ----- | --------- |
| 1900  | 4 173     |
| 1910  | 1 733     |
| 1921  | 2 154     |
| 1930  | 1 630     |
| 1940  | 1 687     |
| 1950  | 1 636     |
| 1960  | 1 723     |
| 1970  | 1 991     |
| 1980  | 2 151     |
| 1990  | 2 149     |
| 2000  | 2 262     |
| 2010  | 2 476     |
| 2020  | 2 856     |